# Pachrophylla minor
Pachrophylla minor är en fjärilsart som beskrevs av Butler 1882. Pachrophylla minor ingår i släktet Pachrophylla och familjen mätare. Inga underarter finns listade i Catalogue of Life.